# Elecciones municipales de Chachapoyas de 2002
Las elecciones municipales de Chachapoyas de 2002 se llevaron a cabo el 17 de noviembre de 2002 para elegir al alcalde y al Concejo Provincial de Chachapoyas para el periodo 2003-2006. La elección se celebró simultáneamente con elecciones regionales y municipales (provinciales y distritales) en todo el país.
El proceso electoral representó un cambio trascendental en el panorama político local. Las listas independientes, que habían dominado las elecciones previas, sufrieron una marcada reducción en su protagonismo, mientras que el fujimorismo desapareció abruptamente del escenario político tras su declive nacional. En contraste, los partidos políticos tradicionales experimentaron un resurgimiento notable. Por primera vez desde 1986, el Partido Aprista Peruano logró una victoria en las elecciones, llevando a Óscar Torres a la alcaldía de Chachapoyas. El Movimiento Político Independiente Fuerza Amazonense emergió como la segunda fuerza más votada, seguido de Acción Popular, que recuperó representación en el concejo provincial tras casi una década de ausencia. Perú Posible también logró representación, aunque con un desempeño menor.
En el ámbito distrital, por primera vez desde 1989, los partidos políticos retomaron el predominio en el control de los concejos. El Partido Aprista Peruano se consolidó su hegemonía al convertirse en el partido más votado y asegurando el gobierno de once de los veinte concejos distritales, incluidos La Jalca y Leimebamba, los distritos más poblados de la provincia. Acción Popular también mostró una recuperación significativa, gobernando en cuatro distritos, lo que representó un avance respecto a la elección anterior. El Movimiento Político Independiente Fuerza Amazonense, aunque con menor alcance en los distritos que a nivel provincial, obtuvo el control de dos concejos. Perú Posible y Fuerza Democrática, con una participación más limitada, consiguieron cada uno el gobierno de un solo distrito, Chuquibamba y Asunción respectivamente.

## Sistema electoral
La Municipalidad Provincial de Chachapoyas es el órgano administrativo y de gobierno de la provincia de Chachapoyas. Está compuesta por el alcalde y el Concejo Provincial.
La votación del alcalde y el concejo se realiza en base al sufragio universal, que comprende a todos los ciudadanos nacionales mayores de dieciocho años, empadronados y residentes en la provincia de Chachapoyas y en pleno goce de sus derechos políticos, así como a los ciudadanos no nacionales residentes y empadronados en la provincia de Chachapoyas.
El Concejo Provincial de Chachapoyas está compuesto por 9 regidores elegidos por sufragio directo para un período de cuatro (4) años, en forma conjunta con la elección del alcalde (quien lo preside). La votación es por lista cerrada y bloqueada. Se asigna a la lista ganadora los escaños según el método d'Hondt o la mitad más uno, lo que más le favorezca. Es elegido como alcalde el candidato que ocupe el primer lugar de la lista que haya obtenido la más alta votación.

## Composición del Concejo Provincial de Chachapoyas
La siguiente tabla muestra la composición del Concejo Provincial de Chachapoyas antes de las elecciones.
| Partidos | Partidos                                                | Regidores |
| -------- | ------------------------------------------------------- | --------- |
|          | Lista Independiente Movimiento Independiente 6 de Junio | 5         |
|          | Movimiento Independiente Vamos Vecino                   | 1         |
|          | Lista Independiente Contigo Chachapoyas                 | 1         |

## Partidos y candidatos
A continuación se muestra una lista de los principales partidos y alianzas electorales que participaron en las elecciones:
| Candidatura | Candidatura | Partidos y alianzas | Candidatos | Candidatos                | Ideología                                               | Resultado previo | Resultado previo | Ref. |
| Candidatura | Candidatura | Partidos y alianzas | Candidatos | Candidatos                | Ideología                                               | Votos (%)        | Reg.             | Ref. |
| ----------- | ----------- | --- | ---------- | ------------------------- | ------------------------------------------------------- | ---------------- | ---------------- | ---- |
|             | AP          | Lista - Acción Popular (AP) |            | Napoleón Mendoza Jiménez  | Humanismo Nacionalismo cívico Reformismo                | 15.83%           | 0                |      |
|             | APRA        | Lista - Partido Aprista Peruano (APRA) |            | Óscar Torres Quiroz       | Aprismo                                                 | Nuevo            | Nuevo            |      |
|             | PP          | Lista - Perú Posible (PP) |            | Jorge Yoplac Huamán       | Socioliberalismo Democracia liberal Tercera vía         | Nuevo            | Nuevo            |      |
|             | UN          | Lista - Unidad Nacional (UN) – Partido Popular Cristiano (PPC) – Solidaridad Nacional (SN) – Renovación Nacional (RN) – Cambio Radical (CR) |            | Víctor Limay Collantes    | Democracia cristiana Conservadurismo Neoliberalismo     | Nuevo            | Nuevo            |      |
|             | MNI         | Lista - Movimiento Nueva Izquierda (MNI) |            | Franklin Ludeña Rodríguez | Marxismo-leninismo Mariateguismo Socialismo democrático | Nuevo            | Nuevo            |      |
|             | IND         | Lista - Lista Independiente N° 1 Movimiento Político Independiente Fuerza Amazonense                                                        |            | Jorge Ruiz Tejedo         | Localismo chachapoyano                                  | Nuevo            | Nuevo            |      |

## Resultados

### Sumario general
|                        |                                                                              |              |              |              |           |           |
| Partidos y coaliciones | Partidos y coaliciones                                                       | Voto popular | Voto popular | Voto popular | Regidores | Regidores |
| Partidos y coaliciones | Partidos y coaliciones                                                       | Votos        | %            | +/−          | Total     | +/−       |
|                        | Partido Aprista Peruano (APRA)                                               | 5,535        | 29.20        | n/a          | 6         | +6        |
|                        | Lista Independiente N° 1 Movimiento Político Independiente Fuerza Amazonense | 5,070        | 26.75        | n/a          | 1         | +1        |
|                        | Acción Popular (AP)                                                          | 4,445        | 23.45        | +7.62        | 1         | +1        |
|                        | Perú Posible (PP)                                                            | 2,613        | 13.79        | Nuevo        | 1         | +1        |
|                        | Movimiento Nueva Izquierda (MNI)                                             | 779          | 4.11         | Nuevo        | 0         | ±0        |
|                        | Unidad Nacional (UN)                                                         | 512          | 2.70         | Nuevo        | 0         | ±0        |
|                        |                                                                              |              |              |              |           |           |
| Total                  | Total                                                                        | 18,954       |              |              | 9         | +2        |
|                        |                                                                              |              |              |              |           |           |
| Votos válidos          | Votos válidos                                                                | 18,954       | 87.03        | –1.30        |           |           |
| Votos en blanco        | Votos en blanco                                                              | 1,966        | 9.03         | +3.28        |           |           |
| Votos nulos            | Votos nulos                                                                  | 859          | 3.94         | –1.97        |           |           |
| Votos emitidos         | Votos emitidos                                                               | 21,779       | 82.15        | +5.71        |           |           |
| Abstenciones           | Abstenciones                                                                 | 4,732        | 17.85        | –5.71        |           |           |
| Votantes registrados   | Votantes registrados                                                         | 26,511       |              |              |           |           |
|                        |                                                                              |              |              |              |           |           |
| Fuente:                |                                                                              |              |              |              |           |           |

### Concejo Provincial de Chachapoyas
| Cargo                              | Autoridad electa                | Partido político | Partido político                                                             |
| ---------------------------------- | ------------------------------- | ---------------- | ---------------------------------------------------------------------------- |
| Alcalde Provincial de Chachapoyas  | Óscar Torres Quiroz             |                  | Partido Aprista Peruano                                                      |
| Regidor Provincial de Chachapoyas  | Jesús Santillán Mendoza         |                  | Partido Aprista Peruano                                                      |
| Regidor Provincial de Chachapoyas  | Marlon Morocho Jáuregui         |                  | Partido Aprista Peruano                                                      |
| Regidora Provincial de Chachapoyas | Clotilde López de Mas           |                  | Partido Aprista Peruano                                                      |
| Regidor Provincial de Chachapoyas  | Juvenal Silva Chávez            |                  | Partido Aprista Peruano                                                      |
| Regidor Provincial de Chachapoyas  | Leoncio Hidalgo Vega            |                  | Partido Aprista Peruano                                                      |
| Regidora Provincial de Chachapoyas | Dora Mercedes Salazar de Porras |                  | Partido Aprista Peruano                                                      |
| Regidor Provincial de Chachapoyas  | Nery López Castro               |                  | Lista Independiente N° 1 Movimiento Político Independiente Fuerza Amazonense |
| Regidor Provincial de Chachapoyas  | Pedro Pacheco Sena              |                  | Acción Popular                                                               |
| Regidor Provincial de Chachapoyas  | Jorge Arévalo Cotrina           |                  | Perú Posible                                                                 |

## Elecciones municipales distritales

### Sumario general
| Partidos y coaliciones | Partidos y coaliciones                                                       | Voto popular | Voto popular | Voto popular | Alcaldías | Alcaldías |
| Partidos y coaliciones | Partidos y coaliciones                                                       | Votos        | %            | +/−          | Total     | +/−       |
| ---------------------- | ---------------------------------------------------------------------------- | ------------ | ------------ | ------------ | --------- | --------- |
|                        | Partido Aprista Peruano (APRA)                                               | 2,711        | 27.58        | n/a          | 11        | +11       |
|                        | Lista Independiente N° 1 Movimiento Político Independiente Fuerza Amazonense | 2,427        | 24.69        | n/a          | 2         | +2        |
|                        | Perú Posible (PP)                                                            | 2,194        | 22.32        | Nuevo        | 1         | +1        |
|                        | Acción Popular (AP)                                                          | 1,284        | 13.06        | +2.60        | 4         | +2        |
|                        | Movimiento Nueva Izquierda (MNI)                                             | 266          | 2.71         | Nuevo        | 0         | ±0        |
|                        | Integración 6 de Junio (I6J)                                                 | 266          | 2.71         | Nuevo        | 0         | ±0        |
|                        | Unidad Nacional (UN)                                                         | 162          | 1.65         | Nuevo        | 0         | ±0        |
|                        | Victoria Amazonense (VA)                                                     | 39           | 0.40         | Nuevo        | 0         | ±0        |
|                        | Fuerza Democrática (FD)                                                      | 34           | 0.35         | Nuevo        | 1         | +1        |
|                        | Listas independientes distritales                                            | 446          | 4.54         | n/a          | 1         | +1        |
|                        |                                                                              |              |              |              |           |           |
| Total                  | Total                                                                        | 9,829        |              |              | 20        | ±0        |
|                        |                                                                              |              |              |              |           |           |
| Votos válidos          | Votos válidos                                                                | 9,829        | 85.54        | +0.77        |           |           |
| Votos en blanco        | Votos en blanco                                                              | 1,280        | 11.14        | +2.24        |           |           |
| Votos nulos            | Votos nulos                                                                  | 382          | 3.32         | –2.99        |           |           |
| Votos emitidos         | Votos emitidos                                                               | 11,491       | 81.69        | +5.52        |           |           |
| Abstenciones           | Abstenciones                                                                 | 2,576        | 18.31        | –5.52        |           |           |
| Votantes registrados   | Votantes registrados                                                         | 14,067       |              |              |           |           |
|                        |                                                                              |              |              |              |           |           |
| Fuente:                |                                                                              |              |              |              |           |           |

### Resultados por distrito
La siguiente tabla enumera el control de los distritos de la provincia de Chachapoyas. El cambio de mando de una organización política se resalta del color de ese partido.
| Distrito                | Alcalde(sa) titular      | Partido político | Partido político    | Alcalde(sa) electo(a)       | Partido político | Partido político           |
| ----------------------- | ------------------------ | ---------------- | ------------------- | --------------------------- | ---------------- | -------------------------- |
| Asunción                | Guillermo Núñez Maslucán |                  | Acción Popular      | Guillermo Núñez Maslucán    |                  | Fuerza Democrática         |
| Balsas                  | Santos Garay Araujo      |                  | 6 de Junio          | José Bazan Tuesta           |                  | Fuerza Amazonense          |
| Cheto                   | Pedro Reátegui Perea     |                  | Vamos Vecino        | Albino Culquimboz Santillán |                  | Partido Aprista Peruano    |
| Chiliquín               | Lázaro Quiroz Chuqui     |                  | Vamos Vecino        | Lázaro Quiroz Chuqui        |                  | Partido Aprista Peruano    |
| Chuquibamba             | Rusbel Rojas Chancahuana |                  | 6 de Junio          | Lenin Portal Zabaleta       |                  | Perú Posible               |
| Granada                 | Jaime Gutiérrez Torres   |                  | Vamos Vecino        | Eliades Pilco Guayamiz      |                  | Acción Popular             |
| Huancas                 | Ricardo Soplin Flores    |                  | Vamos Vecino        | Eduardo Dilas Cerna         |                  | Acción Popular             |
| La Jalca                | Telesforo Huamán Rojas   |                  | Vamos Vecino        | Federico Huamán Piuquin     |                  | Partido Aprista Peruano    |
| Leimebamba              | José Chappa Villacorta   |                  | Vamos Vecino        | Nelson Oyarce Escuadra      |                  | Partido Aprista Peruano    |
| Levanto                 | Leoncio Herrera Tuesta   |                  | Acción Popular      | Rodolfo Inga Huamán         |                  | Acción Popular             |
| Magdalena               | Diego Mesías Inga        |                  | 6 de Junio          | Eustorjio Mesía Cruz        |                  | Partido Aprista Peruano    |
| Mariscal Castilla       | Wilder Bustamante Isla   |                  | Vamos Vecino        | Pedro Tuesta Culqui         |                  | Adelante Mariscal Castilla |
| Molinopampa             | Segundo Huamán Sopla     |                  | Contigo Chachapoyas | Néstor Sopla Bacalla        |                  | Partido Aprista Peruano    |
| Montevideo              | Adalid Rojas Tafur       |                  | Vamos Vecino        | Emilfero Epquin Rojas       |                  | Partido Aprista Peruano    |
| Olleros                 | Víctor Culqui Puerta     |                  | 6 de Junio          | Nilcer Vargas Lápiz         |                  | Fuerza Amazonense          |
| Quinjalca               | Arquimere Culqui Mas     |                  | Vamos Vecino        | Gerardo Gómez Trigoso       |                  | Partido Aprista Peruano    |
| San Francisco de Daguas | Augusto Mori Mori        |                  | Contigo Chachapoyas | Alfredo Gómez Chávez        |                  | Partido Aprista Peruano    |
| San Isidro de Maino     | José Santillán Vásquez   |                  | Contigo Chachapoyas | José Santillán Vásquez      |                  | Partido Aprista Peruano    |
| Soloco                  | Leoncio Lucana Santillán |                  | Vamos Vecino        | Erasmo Chuqui Zuta          |                  | Acción Popular             |
| Sonche                  | Filadelfo Salazar Guivin |                  | Contigo Chachapoyas | Segundo García Alvarado     |                  | Partido Aprista Peruano    |